# Rossioglossum insleayi
Rossioglossum insleayi là một loài thực vật có hoa trong họ Lan. Loài này được (Baker ex Lindl.) Garay & G.C.Kenn. miêu tả khoa học đầu tiên năm 1976.

## Hình ảnh

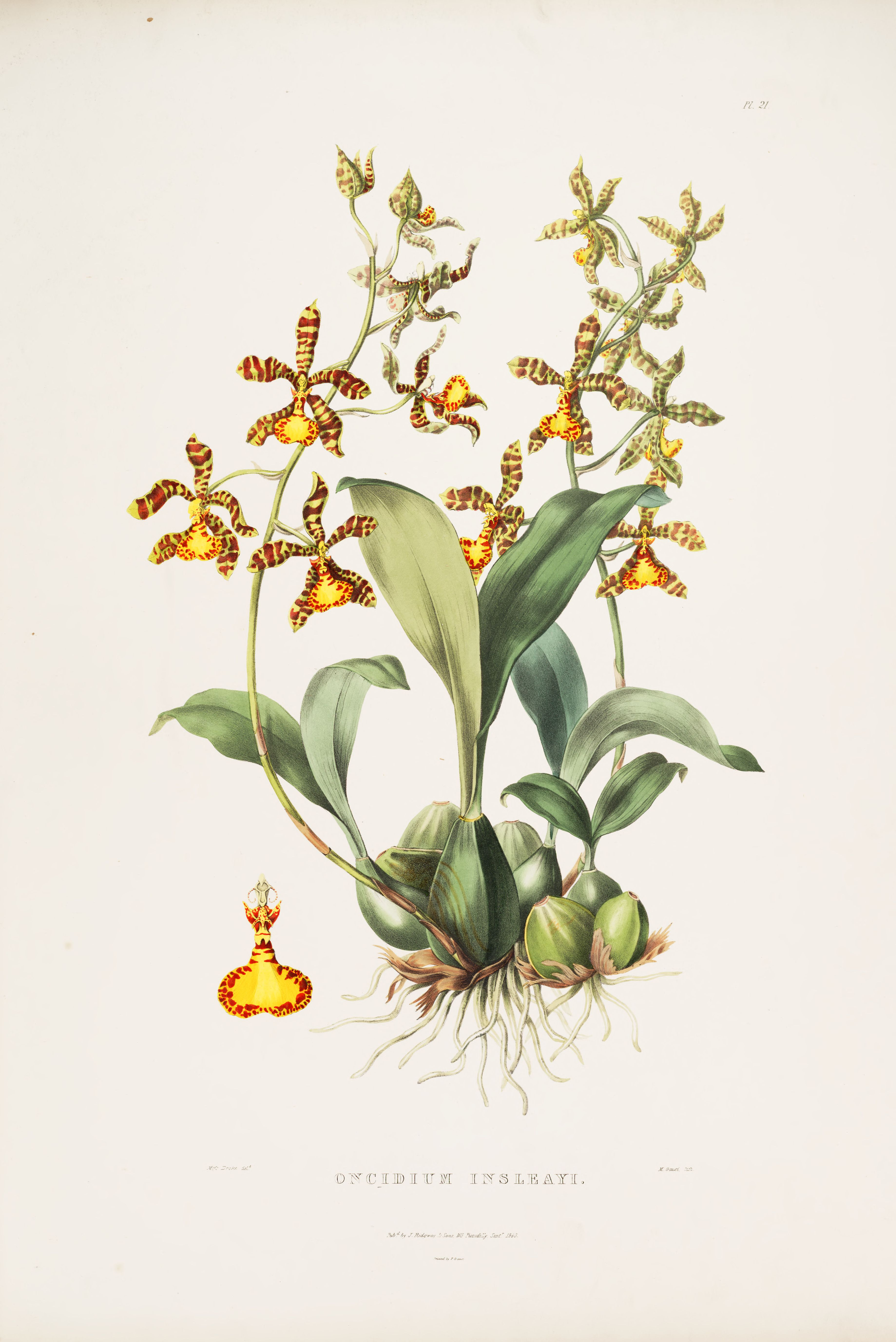